# Dolichosomastis pulchra
Dolichosomastis pulchra là một loài bướm đêm trong họ Noctuidae.